# Distretto di Mhondoro-Ngezi
Il distretto di Mhondoro-Ngezi è uno dei 7 distretti che compongono la Provincia del Mashonaland Occidentale, in Zimbabwe. Ha una popolazione di 140.994 abitanti e una superficie di 4.295 Km².

## Demografia
| Censimento (Anno) | Popolazione     |
| ----------------- | --------------- |
| 2002              | 76.571          |
| 2012              | 104.342 (+3,1%) |
| 2022              | 140.994 (+3,2%) |